# Oswaldo Téllez-Valdés
Oswaldo Téllez-Valdés (n. 1953) es un botánico y profesor mexicano.
Se licenció en ciencias por la Facultad de Ciencias, UNAM, con el tema "Florística"; y luego realiza la maestría en ciencias en la misma unidad con la tesis "Flora, vegetación y fitogeografía". Hace su doctorado en ciencias (íd.) defendiendo la tesis "Sistemática".
A 2007, publicó 55 artículos; y dirigido 10 tesis de licenciatura y 7 tesis de maestría. Es Profesor de Carrera, de la Facultad de Estudios Superiores de Iztacala.
Se ha especializado en fitogeografía, y en taxonomía de las subfamilias Fabaceae y Caesalpiniaceae, y en la familia de las Dioscoreaceae, de México. Trabaja como investigador principal y Director del "Laboratorio de Recursos Naturales", "Unidad de Biología, Tecnología y Prototipos", en la "Facultad de Estudios Superiores Iztacala", de la Universidad Nacional Autónoma de México

## Algunas publicaciones
- 1996. Flora del Valle de Tehuacán-Cuicatlán: fasciculo 11. Smilacaceae Vent. Flora del Valle de Tehuacán-Cuicatlán fasc. 11. 9 pp. Ed. UNAM, ISBN 9683657265 en línea

- 1995. Flora de la Reserva Ecológica Sierra de San Juan, Nayarit, México. Listados florísticos de México 12. Ed. UNAM, 50 pp. ISBN 968364760X en línea

- 1989. Las Plantas de Cozumel: (Guía Botánico-Turística de la Isla de Cozumel, Quintana Roo). Ed. il. de UNAM, 75 pp. ISBN 9683608515 en línea

- 1982. Imágenes de la flora quintanarroense: proyecto de investigación. Con Mario Sousa Sánchez. Ed. CIQRO, 224 pp.

## Honores

### Eponimia
- (Polygalaceae) Polygala tellezii T.Wendt[1]

- La abreviatura «O. Téllez» se emplea para indicar a Oswaldo Téllez-Valdés como autoridad en la descripción y clasificación científica de los vegetales.[2]